# Frank & Derol
Frank & Derol ist ein kalifornisches Musik-Duo, bestehend aus Codi Caraco und Brandi Cyrus. Gegründet wurde es 2009 zusammen mit Megan Park als Trio.

## Geschichte
Im Frühjahr 2009 taten sich die Schauspielerin Megan Park (* 24. Juli 1986) und die Musikerinnen Codi Caraco und Brandi Cyrus zur Girlband Frank & Derol zusammen. Sie gaben einige Konzerte und schrieben eigene Songs. Megan Park agierte als Gitarristin und Sängerin, Codi Caraco als Keyboarderin und Sängerin, sowie Brandi Cyrus als Gitarristin und Harmoniesängerin. Durch die auf YouTube hochgeladenen Konzert-Videos (bis zu 18.000 Zugriffe) erhielten sie einen gewissen Bekanntheitsgrad und Fangemeinde, auch gaben sie für die Internet-Plattformen bekannter Magazine (wie J-14) Video-Interviews. 2010 stieg Megan Park aus, um sich ihrer Schauspielkarriere (The Secret Life of the American Teenager) verstärkt widmen zu können, und die verbliebenen beiden machten als Duo weiter. Im selben Jahr unterschrieben sie einen Plattenvertrag beim Universal-Label Interscope Records. Seitdem arbeiten sie neben ihren Live-Auftritten an einem Album, dessen Stil sie selber als Indie-Pop bezeichnen. Am 4. September 2012 erschien zunächst eine EP, und im Laufe des Jahres 2013 wird ein vollständiges Album auf den Markt kommen. Eine erste MP3-Single, Barely Love You Too, wurde Ende Juli 2012 veröffentlicht, und hatte bis zum 6. August bereits 27.496 Zugriffe auf YouTube und 24.875 Zugriffe auf buzzworthy.mtv.com.

## Mitglieder
Brandi Cyrus wurde am 26. Mai 1987 in Nashville/Tennessee als Tochter von Leticia Finley und eines Schlagzeugers geboren. Sie ist die Adoptiv-/Stieftochter von Billy Ray Cyrus und die ältere Halbschwester von Miley Cyrus. 2008 spielte sie in J.L. Spears’ Serie Zoey 101 mit (2 Gastauftritte) und in Hannah Montana hatte sie einige Statistenauftritte (vor allem als Gast an Rico’s Surfshop), wurde jedoch nur einmal im Abspann genannt, des Weiteren sah man sie als Gitarristin in Hannahs Serien-Konzertband seit der 2. Staffel. Sie begleitete seit 2007 Billy Ray und Miley bei einigen Live-Auftritten mit der Gitarre. Bei Frank & Derol zeichnet sie als Songwriterin, Gitarristin und Sängerin verantwortlich.
Codi Caraco wurde 1986 in Calabasas/Kalifornien geboren und wuchs dort auf. Sie stammt aus einer ebenfalls musikalischen Familie, bei der der Psychedelic Rock beeinflussend war. Sie sang zur Schulzeit Smashing Pumpkins und spielte Rachmaninoff auf dem Piano. Bei Frank & Derol zeichnet sie als Sängerin, Keyboarderin und Songwriterin verantwortlich.

## Diskografie
- Barely Love You Too (Single, 27. Juli 2012)
- Frank + Derol (EP, 4. September 2012)